# Паркинсония шиповатая
Паркинсония шиповатая, или паркинсония колючая (лат. Parkinsonia aculeata) — кустарник или небольшое дерево, вид рода Паркинсония (Parkinsonia) семейства Бобовые (Fabaceae).

## Ботаническое описание
Паркинсония шиповатая — колючий кустарник или небольшое дерево высотой от 2 до 8 м, но может достигать 10 м. Может иметь один или несколько стеблей и множество ветвей с висячими листьями. Листья и стебли гладкие. Листья очередные, перистые длиной 15-20 см. Уплощённый черешок окаймлён двумя рядами по 25-30 мелких овальных листочков. В сухую погоду (а в некоторых регионах зимой) листья опадают, оставляя только зелёные черешки и ветви для фотосинтеза. На ветвях в пазухах листьев растут двойные или тройные острые колючки длиной 7-12 мм. Цветки жёлто-оранжевые ароматные диаметром 20 мм растут из длинного тонкого стебля группами от восьми до десяти. У цветка пять чашелистиков и пять лепестков, четыре из них более чёткие и ромбовидно-яйцевидные, пятый лепесток удлинённый, с более тёплыми жёлтыми и пурпурными пятнами у основания. Цветёт в середине весны (март — апрель или сентябрь — октябрь). Цветки опыляются пчёлами. Плод — семенная коробочка, кожистая на вид, при созревании светло-коричневая..

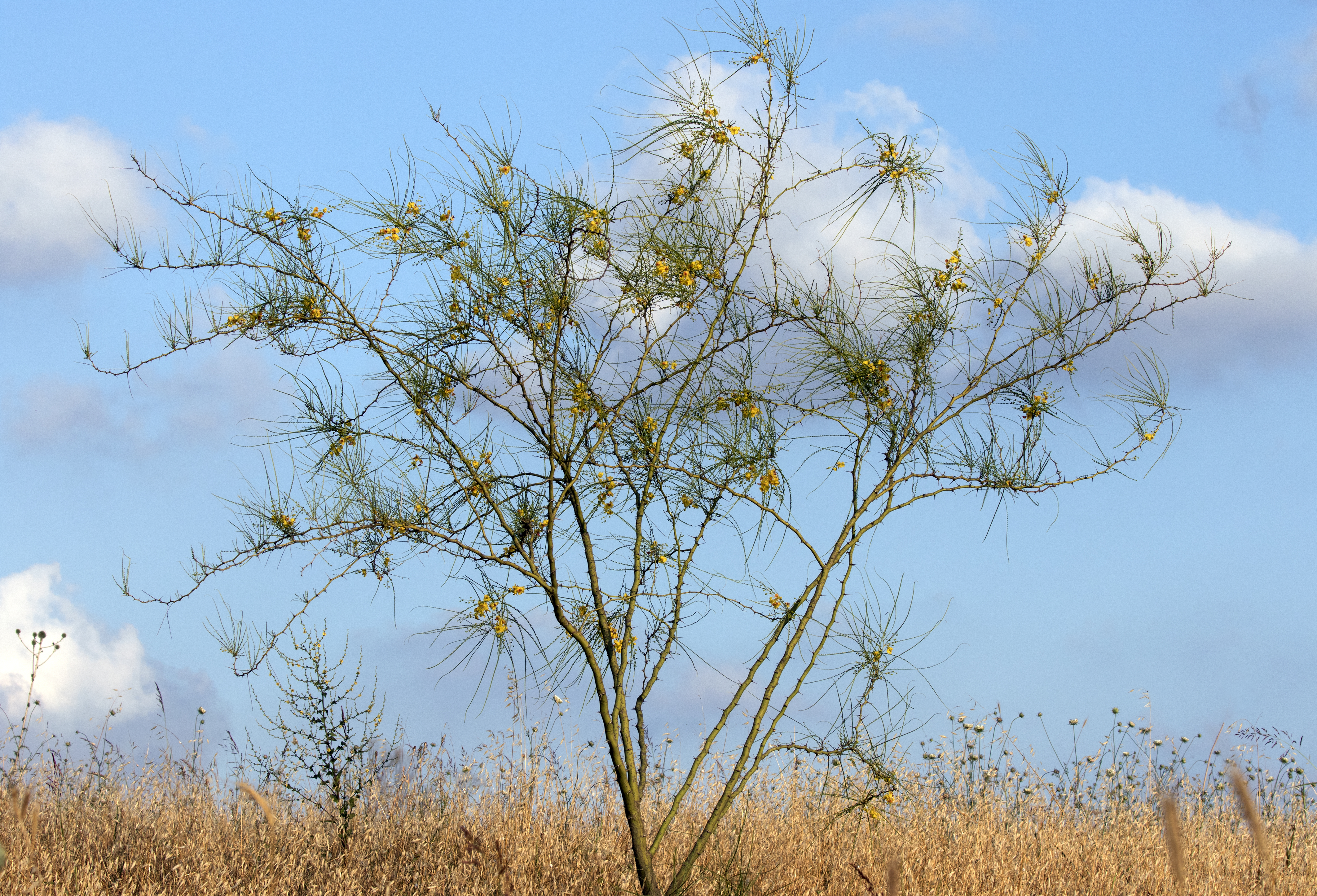
Общий вид
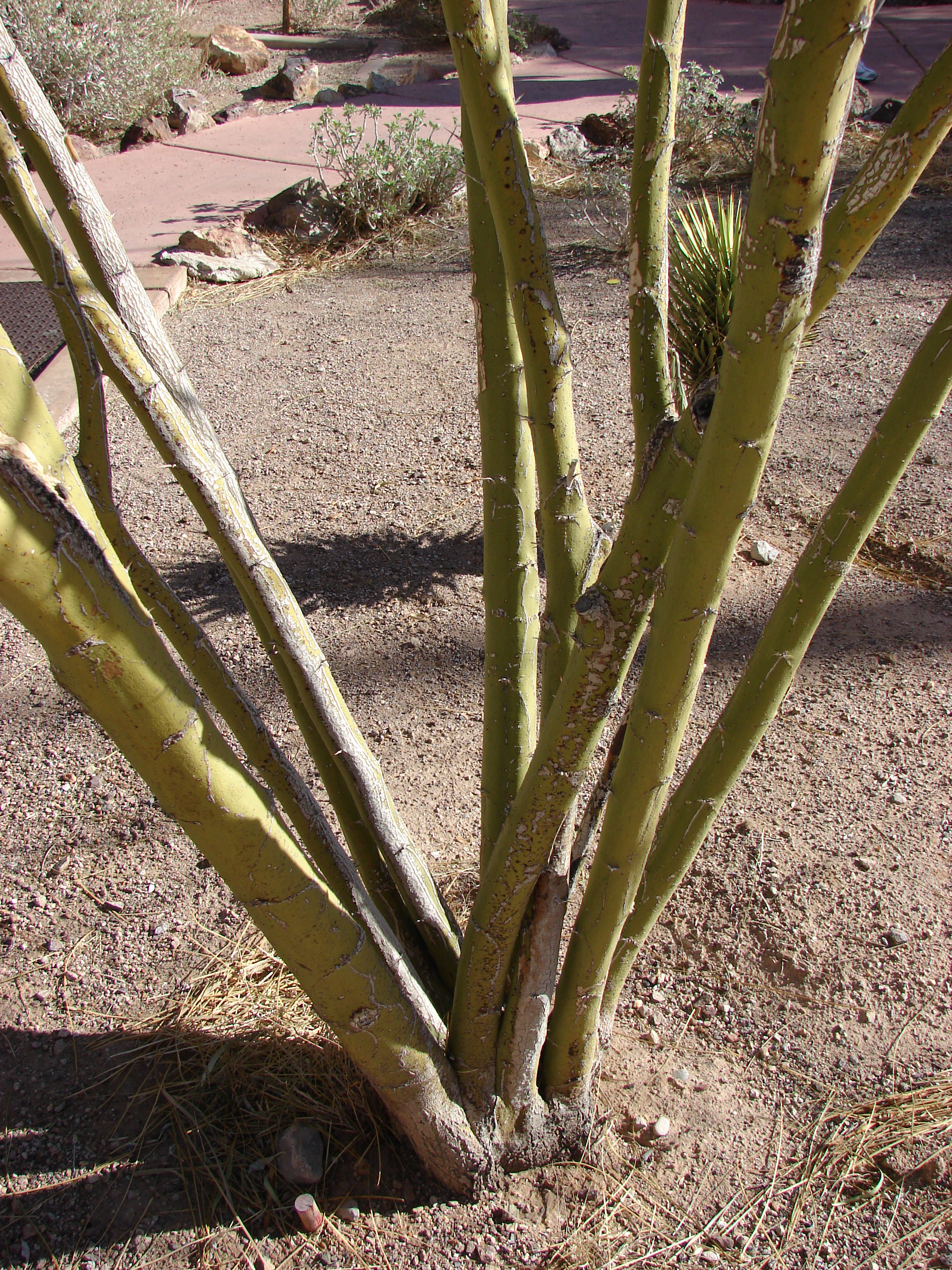
Стволы
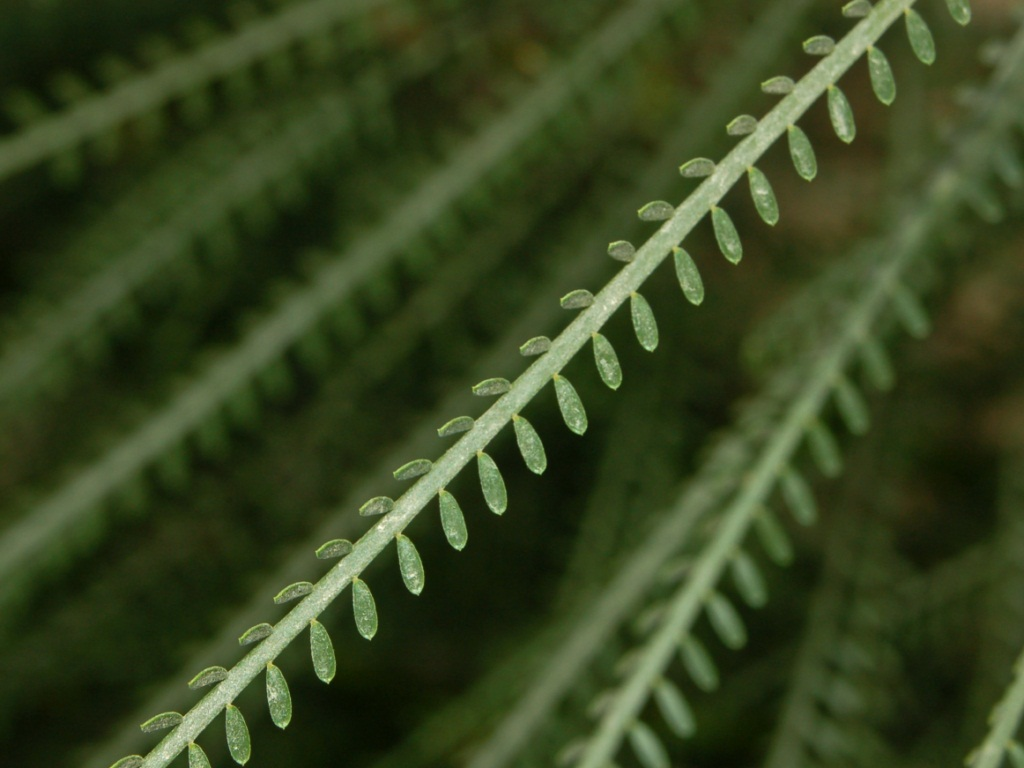
Листья

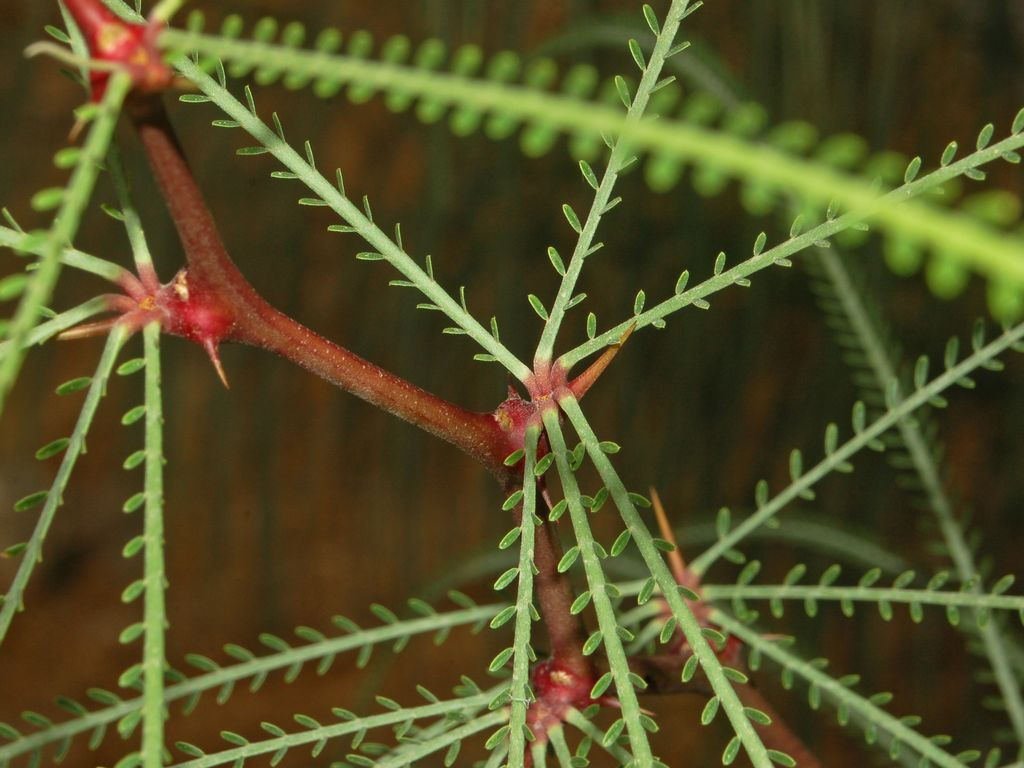
Колючки
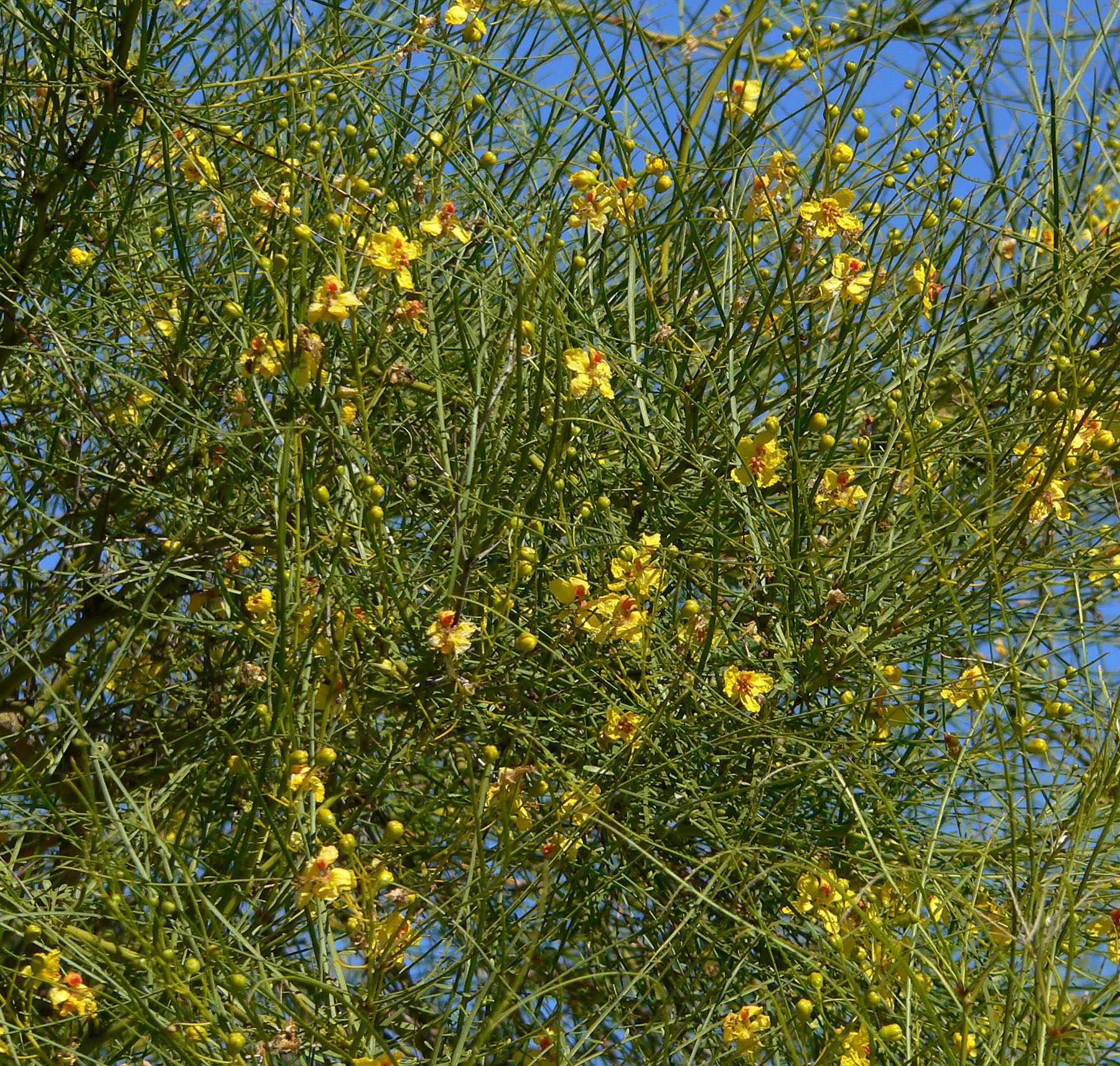
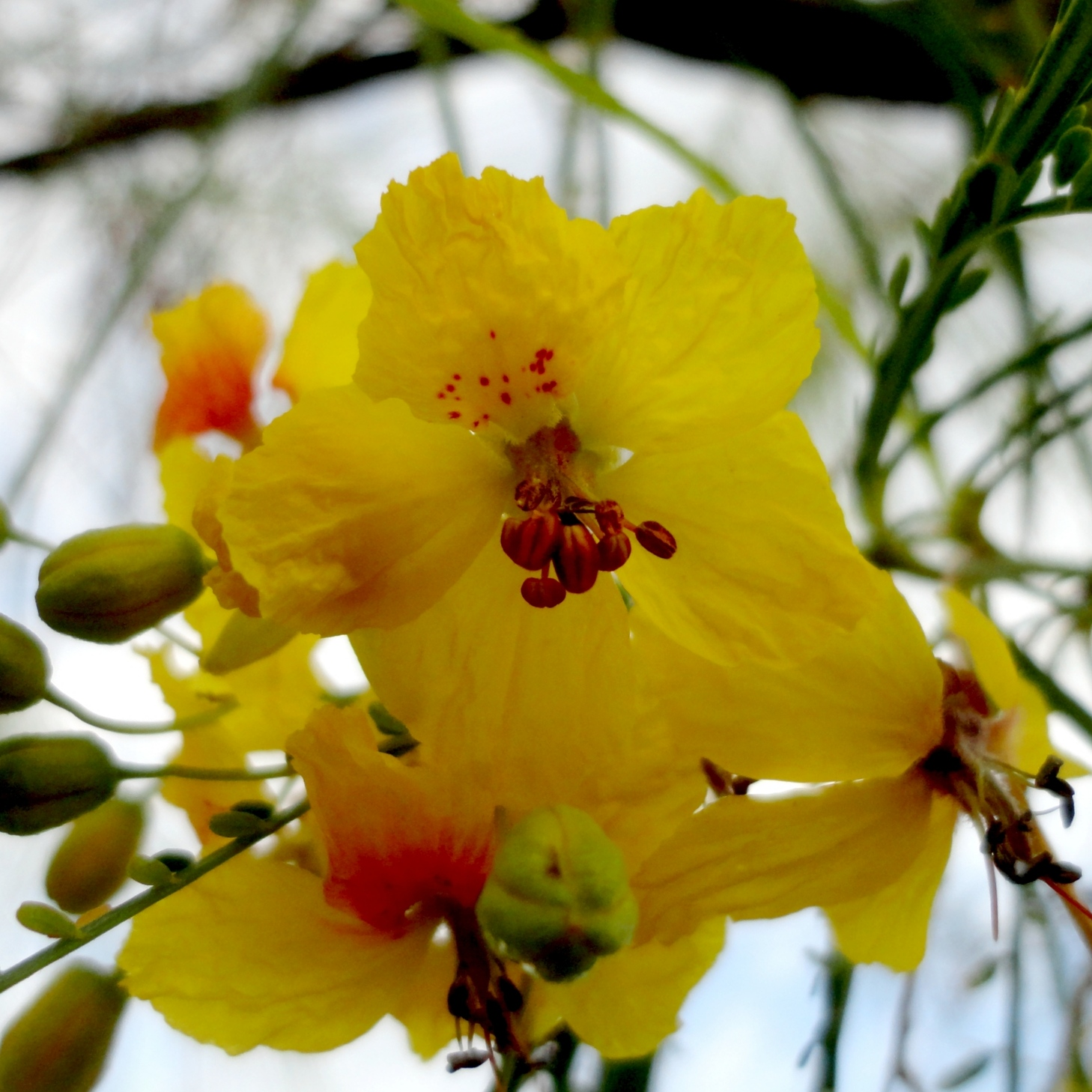
Цветки
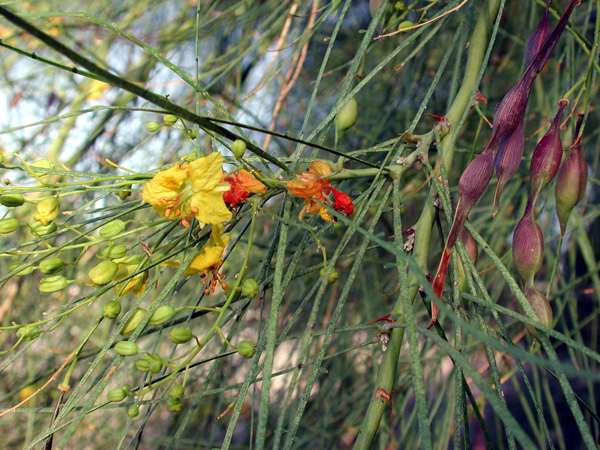
Цветки и плоды

## Таксономия
Название рода Parkinsonia дано в честь английского ботаника Джона Паркинсона (1567—1650). Видовой эпитет — от латинского aculeata, означает «остроконечный» и относится к колючему стеблю растения.

## Распространение и местообитание
Паркинсония шиповатая произрастает в Северной Америке на юго-западе США и в северной части Мексики и в Южной Америке к югу от Галапагосских островов и в северной Аргентине. Растение интродуцировано в Африке, Австралии, Индии, Пакистане и Испании. Вид очень устойчив к засухе. Во влажной и богатой гумусом среде становится более высоким, раскидистым тенистым деревом. Предпочитает полное пребывание на солнце, но может расти на самых разных сухих почвах (песчаные дюны, глинистые, щелочные и меловые почвы). Произрастает на высоте от 0 до 1500 м над уровнем моря.

## Использование
В Мексике листья вымачивают и используют как лекарство от лихорадки и эпилепсии.

## Инвазивный вид

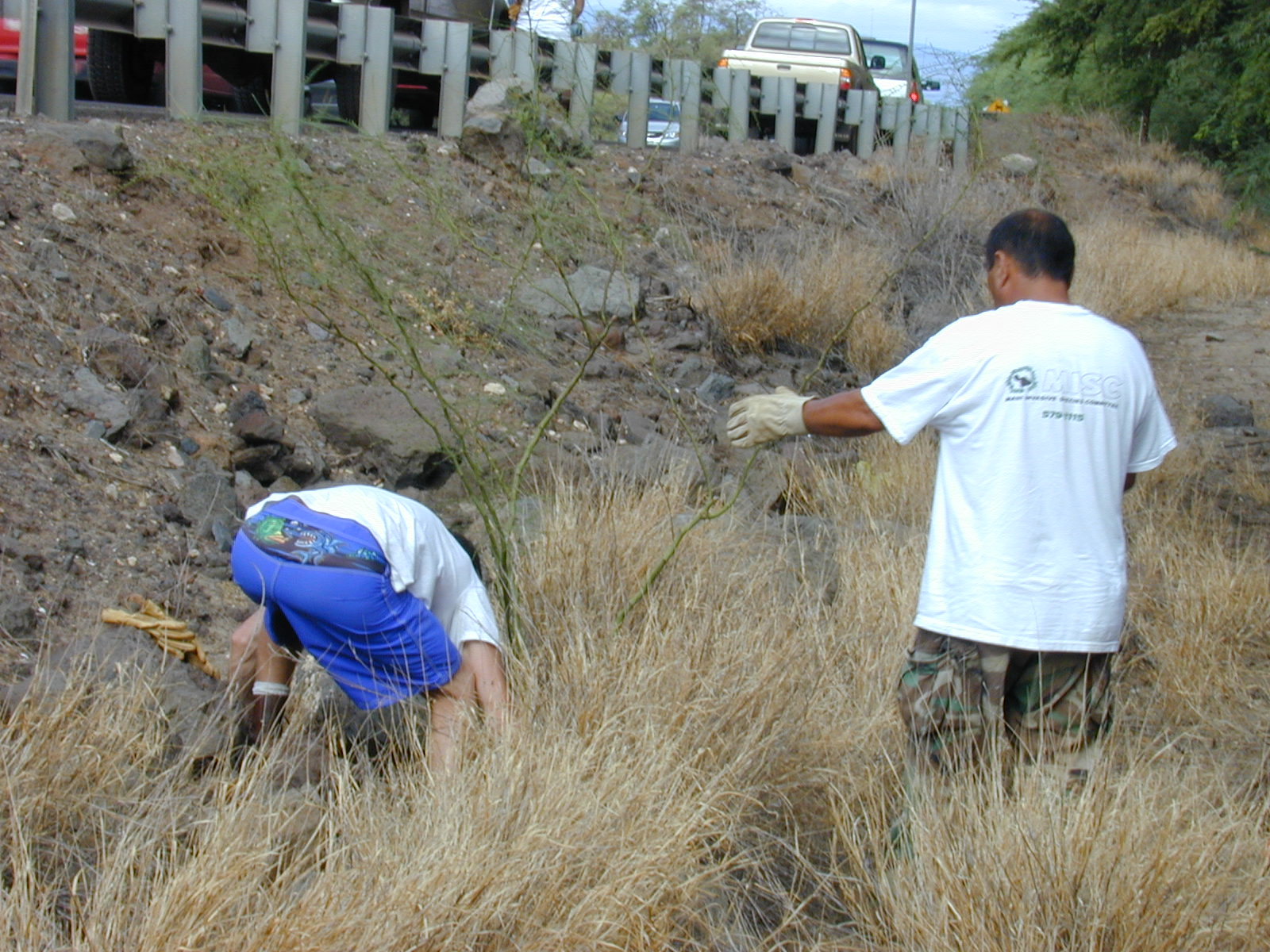
Борьба с паркинсонией шиповатой на Гавайях (Мауи)

Паркинсония шиповатая — один из основных инвазивных видов в Австралии и внесён в список сорняков национального значения и считается худшим сорняком Австралии. Это также серьёзная проблема в некоторых частях тропической Африки, на Гавайях и на других островах в Тихом океане.
Вид был завезён в Австралию как декоративное и создающее тень дерево около 1900 года. В настоящее время это серьёзный сорняк, широко распространённый в Западной Австралии, Северной территории и Квинсленде, занимающий около 8 тыс. км² земли, и имеет потенциал для ещё большего распространения на территориях от полузасушливых до умеренно влажных тропических районов Австралии.
Растение образует густые заросли, препятствуя доступу людей, местных животных и домашнего скота к водным путям. Плоды (семенные стручки) плавают, и растение распространяется, сбрасывая стручки в воду, или стручки смываются вниз по течению из-за сезонных наводнений.
Несколько методов борьбы используются для сокращения существующей популяции и распространения вида в Австралии. Три вида насекомых были завезены в Австралию для биологической борьбы. У бобовых долгоносиков паркинсонии, Penthobruchus germaini и Mimosestes ulkei личинки специально поедают семена из стручков паркинсонии и которые, как оказалось, являются полезным инструментом управления. Клоп Rhinacloa callicrates разрушает фотосинтетические ткани, но в целом имеет мало воздействие на растение. Огонь эффективен для уничтожения молодых деревьев. Кроме этого, используются механическое удаление и гербициды.